# コネティカット・オープン
コネティカット・オープン（Connecticut Open）は、毎年8月の全米オープン前週にコネチカット州ニューヘイブンのイェール大学で開催されるWTAテニストーナメントである。全米オープンシリーズ女子部門の最終戦。

## 歴史
1948年に全米女子ハードコート選手権として創設。1968年にいったん廃止。しかし1988年に復活。
かつては男子も開催されていたが、2010年に廃止。ウィンストン・セーラム・オープンに移行された。

## 大会歴代優勝者

### 男子シングルス
| 開催地           | 年   | 優勝者                     | 準優勝者                     | 決勝結果         |
| ---------------- | ---- | -------------------------- | ---------------------------- | ---------------- |
| ニューヘイブン   | 2010 | セルジー・スタホフスキー   | デニス・イストミン           | 3–6, 6–3, 6–4    |
| ニューヘイブン   | 2009 | フェルナンド・ベルダスコ   | サム・クエリー               | 6–4, 7–6(6)      |
| ニューヘイブン   | 2008 | マリン・チリッチ           | マーディ・フィッシュ         | 6–4, 4–6, 6–2    |
| ニューヘイブン   | 2007 | ジェームズ・ブレーク       | マーディ・フィッシュ         | 7–5, 6–4         |
| ニューヘイブン   | 2006 | ニコライ・ダビデンコ       | アグスティン・カレリ         | 6–4, 6–3         |
| ニューヘイブン   | 2005 | ジェームズ・ブレーク       | フェリシアーノ・ロペス       | 3–6, 7–5, 6–1    |
| ロングアイランド | 2004 | レイトン・ヒューイット     | ルイス・オルナ               | 6–3, 6–1         |
| ロングアイランド | 2003 | パラドーン・スリチャパン   | ジェームズ・ブレーク         | 6–2, 6–4         |
| ロングアイランド | 2002 | パラドーン・スリチャパン   | フアン・イグナシオ・チェラ   | 5–7, 6–2, 6–2    |
| ロングアイランド | 2001 | トミー・ハース             | ピート・サンプラス           | 6–3, 3–6, 6–2    |
| ロングアイランド | 2000 | マグヌス・ノーマン         | トーマス・エンクビスト       | 6–3, 5–7, 7–5    |
| ロングアイランド | 1999 | マグヌス・ノーマン         | アレックス・コレチャ         | 7–6(4), 4–6, 6–3 |
| ロングアイランド | 1998 | パトリック・ラフター       | フェリックス・マンティーリャ | 7–6(3), 6–2      |
| ロングアイランド | 1997 | カルロス・モヤ             | パトリック・ラフター         | 6–4, 7–6(1)      |
| ロングアイランド | 1996 | アンドレイ・メドベデフ     | マルティン・ダム             | 7–5, 6–3         |
| ロングアイランド | 1995 | エフゲニー・カフェルニコフ | ヤン・シーメリンク           | 7–6(0), 6–2      |
| ロングアイランド | 1994 | エフゲニー・カフェルニコフ | セドリック・ピオリーン       | 5–7, 6–1, 6–2    |
| ロングアイランド | 1993 | マルク・ロセ               | マイケル・チャン             | 6–4, 3–6, 6–1    |
| ロングアイランド | 1992 | ペトル・コルダ             | イワン・レンドル             | 6–2, 6–2         |
| ロングアイランド | 1991 | イワン・レンドル           | ステファン・エドベリ         | 6–3, 6–2         |
| ロングアイランド | 1990 | ステファン・エドベリ       | ゴラン・イワニセビッチ       | 7–6, 6–3         |

### 女子シングルス
| 開催地                    | 年       | 優勝者                           | 準優勝者                           | 決勝結果          |
| ------------------------- | -------- | -------------------------------- | ---------------------------------- | ----------------- |
| ニューヘイブン            | 2018     | アリーナ・サバレンカ             | カルラ・スアレス・ナバロ           | 6–1, 6–4          |
| ニューヘイブン            | 2017     | ダリア・ガブリロワ               | ドミニカ・チブルコバ               | 4–6, 6–3, 6–4     |
| ニューヘイブン            | 2016     | アグニエシュカ・ラドワンスカ     | エリナ・スビトリナ                 | 6–1, 7–6(3)       |
| ニューヘイブン            | 2015     | ペトラ・クビトバ                 | ルーシー・サファロバ               | 6–7(6), 6–2, 6–2  |
| ニューヘイブン            | 2014     | ペトラ・クビトバ                 | マグダレナ・リバリコバ             | 6–4, 6–2          |
| ニューヘイブン            | 2013     | シモナ・ハレプ                   | ペトラ・クビトバ                   | 6–2, 6–2          |
| ニューヘイブン            | 2012     | ペトラ・クビトバ                 | マリア・キリレンコ                 | 7–6(9), 7–5       |
| ニューヘイブン            | 2011     | キャロライン・ウォズニアッキ     | ペトラ・チェトコフスカ             | 6–4, 6–1          |
| ニューヘイブン            | 2010     | キャロライン・ウォズニアッキ     | ナディア・ペトロワ                 | 6–3, 3–6, 6–3     |
| ニューヘイブン            | 2009     | キャロライン・ウォズニアッキ     | エレーナ・ベスニナ                 | 6–2, 6–4          |
| ニューヘイブン            | 2008     | キャロライン・ウォズニアッキ     | アンナ・チャクベタゼ               | 3–6, 6–4, 6–1     |
| ニューヘイブン            | 2007     | スベトラーナ・クズネツォワ       | アグネシュ・サバイ                 | 4–6, 3–0 途中棄権 |
| ニューヘイブン            | 2006     | ジュスティーヌ・エナン＝アーデン | リンゼイ・ダベンポート             | 6–0, 1–0 途中棄権 |
| ニューヘイブン            | 2005     | リンゼイ・ダベンポート           | アメリ・モレスモ                   | 6–4, 6–4          |
| ニューヘイブン            | 2004     | エレーナ・ボビナ                 | ナタリー・ドシー                   | 6–2, 2–6, 7–5     |
| ニューヘイブン            | 2003     | ジェニファー・カプリアティ       | リンゼイ・ダベンポート             | 6–2, 4–0 途中棄権 |
| ニューヘイブン            | 2002     | ビーナス・ウィリアムズ           | リンゼイ・ダベンポート             | 7–5, 6–0          |
| ニューヘイブン            | 2001     | ビーナス・ウィリアムズ           | リンゼイ・ダベンポート             | 7–6(6), 6–4       |
| ニューヘイブン            | 2000     | ビーナス・ウィリアムズ           | モニカ・セレシュ                   | 6–2, 6–4          |
| ニューヘイブン            | 1999     | ビーナス・ウィリアムズ           | リンゼイ・ダベンポート             | 6–2, 7–5          |
| ニューヘイブン            | 1998     | シュテフィ・グラフ               | ヤナ・ノボトナ                     | 6–4, 6–1          |
| アトランタ                | 1997     | リンゼイ・ダベンポート           | サンドリーヌ・テスチュ             | 6–4, 6–1          |
|                           | 1996     | 開催なし                         | 開催なし                           | 開催なし          |
| 1995                      | 開催なし | 開催なし                         | 開催なし                           |                   |
| ストラットン ・マウンテン | 1994     | コンチタ・マルティネス           | アランチャ・サンチェス・ビカリオ   | 4–6, 6–3, 6–4     |
| ストラットン ・マウンテン | 1993     | コンチタ・マルティネス           | ジーナ・ガリソン                   | 6–3, 6–2          |
| サンアントニオ            | 1992     | マルチナ・ナブラチロワ           | ナタリー・トージア                 | 6–2, 6–1          |
| サンアントニオ            | 1991     | シュテフィ・グラフ               | モニカ・セレシュ                   | 6–4, 6–3          |
| サンアントニオ            | 1990     | モニカ・セレシュ                 | マニュエラ・マレーバ＝フラニエール | 6–4, 6–3          |
| サンアントニオ            | 1989     | シュテフィ・グラフ               | アン・ヘンリクソン                 | 6–1, 6–4          |
| サンアントニオ            | 1988     | シュテフィ・グラフ               | カテリナ・マレーバ                 | 6–4, 6–1          |

### 男子ダブルス
| 開催地           | 年   | 優勝者                                            | 準優勝者                                              | 決勝結果      |
| ---------------- | ---- | ------------------------------------------------- | ----------------------------------------------------- | ------------- |
| ニューヘイブン   | 2010 | ロベルト・リンドステット ホリア・テカウ           | ロハン・ボパンナ アイサム＝ウル＝ハク・クレシ         | 6–4, 7–5      |
| ニューヘイブン   | 2009 | ユリアン・ノール ユルゲン・メルツァー             | ブルーノ・ソアレス ケビン・ウリエット                 | 6–4, 7–6(3)   |
| ニューヘイブン   | 2008 | マルセロ・メロ アンドレ・サ                       | マヘシュ・ブパシ マーク・ノールズ                     | 7–5, 6–2      |
| ニューヘイブン   | 2007 | マヘシュ・ブパシ ネナド・ジモニッチ               | マリウシュ・フィルステンベルク マルチン・マトコフスキ | 6–3, 6–3      |
| ニューヘイブン   | 2006 | ジョナサン・エルリック アンディ・ラム             | マリウシュ・フィルステンベルク マルチン・マトコフスキ | 6–3, 6–3      |
| ニューヘイブン   | 2005 | ガストン・エトリス マルティン・ロドリゲス         | ラジーブ・ラム ボビー・レイノルズ                     | 6–4, 6–3      |
| ロングアイランド | 2004 | アンソニー・デュピュイ ミカエル・ロドラ           | イブ・アレグロ ミヒャエル・コールマン                 | 6–2, 6–4      |
| ロングアイランド | 2003 | ロビー・コーニッグ マルティン・ロドリゲス         | マルティン・ダム シリル・スーク                       | 6–3, 7–6      |
| ロングアイランド | 2002 | マヘシュ・ブパシ マイク・ブライアン               | ペトル・パラ パベル・ビズネル                         | 6–3, 6–4      |
| ロングアイランド | 2001 | ジョナサン・スターク ケビン・ウリエット           | レオシュ・フリエドル ラデク・ステパネク               | 6–1, 6–4      |
| ロングアイランド | 2000 | ジョナサン・スターク ケビン・ウリエット           | ジャン＝マイケル・ギャンビル スコット・ハンフリーズ   | 6–4, 6–4      |
| ロングアイランド | 1999 | オリビエ・ドレートル ファブリス・サントロ         | ジャン＝マイケル・ギャンビル スコット・ハンフリーズ   | 7–5, 6–4      |
| ロングアイランド | 1998 | フリアン・アロンソ ハビエル・サンチェス           | ブランドン・クーペ デイブ・ランドール                 | 6–4, 6–4      |
| ロングアイランド | 1997 | マルコス・オンドルスカ デビッド・プリノジル       | マーク・ケイル トッド・ジェイソン・ミドルトン         | 6–4, 6–4      |
| ロングアイランド | 1996 | ルーク・ジェンセン マーフィー・ジェンセン         | ヘンドリック・ドレークマン アレクサンドル・ボルコフ   | 6–3, 7–6      |
| ロングアイランド | 1995 | シリル・スーク ダニエル・バチェク                 | リック・リーチ スコット・メルビル                     | 5–7, 7–6, 7–6 |
| ロングアイランド | 1994 | オリビエ・ドレートル ギー・フォルジェ             | アンドリュー・フロレント マーク・ペッチェイ           | 6–4, 7–6      |
| ロングアイランド | 1993 | マルク＝ケビン・ゲルナー デビッド・プリノジル     | アルノー・ブッチ オリビエ・ドレートル                 | 6–7, 7–5, 6–2 |
| ロングアイランド | 1992 | フランシスコ・モンタナ Greg Van Emburgh           | ジャンルカ・ポッツィ Olli Rahnasto                    | 6–4, 6–2      |
| ロングアイランド | 1991 | エリック・イエレン カール＝ウーヴェ・シュティーブ | ダグ・フラック ディエゴ・ナルギソ                     | 0–6, 6–4, 7–6 |
| ロングアイランド | 1990 | ギー・フォルジェ ヤコブ・ラセク                   | ウド・リジェフスキ ミヒャエル・シュティヒ             | 2–6, 6–3, 6–4 |

### 女子ダブルス
| 開催地                    | 年       | 優勝者                                                              | 準優勝者                                                | 決勝結果            |
| ------------------------- | -------- | ------------------------------------------------------------------- | ------------------------------------------------------- | ------------------- |
| ニューヘイブン            | 2018     | アンドレア・セスティニ・フラバーチコバ バルボラ・ストリコバ         | 謝淑薇 ラウラ・シグムント                               | 6–4, 6–7(7), [10–4] |
| ニューヘイブン            | 2017     | ガブリエラ・ダブロウスキー 徐一幡                                   | アシュリー・バーティ ケーシー・デラクア                 | 3–6, 6–3, [10–8]    |
| ニューヘイブン            | 2016     | サニア・ミルザ モニカ・ニクレスク                                   | カテリナ・ボンダレンコ 荘佳容                           | 7–5, 6–4            |
| ニューヘイブン            | 2015     | ユリア・ゲルゲス ルーシー・ハラデツカ                               | 荘佳容 梁晨                                             | 6–3, 6–1            |
| ニューヘイブン            | 2014     | アンドレヤ・クレパーチ シルビア・ソレル＝エスピノサ                 | マリナ・エラコビッチ アランチャ・パラ・サントンハ       | 7–5, 4–6, [10–7]    |
| ニューヘイブン            | 2013     | サニア・ミルザ 鄭潔                                                 | アナベル・メディナ・ガリゲス カタリナ・スレボトニク     | 6–3, 6–4            |
| ニューヘイブン            | 2012     | リーゼル・フーバー リサ・レイモンド                                 | アンドレア・フラバーチコバ ルーシー・ハラデツカ         | 4–6, 6–0, [10–4]    |
| ニューヘイブン            | 2011     | 荘佳容 オリガ・ゴボルツォワ                                         | サラ・エラニ ロベルタ・ビンチ                           | 7–5, 6–2            |
| ニューヘイブン            | 2010     | クベタ・ペシュケ カタリナ・スレボトニク                             | ベサニー・マテック＝サンズ メガン・ショーネシー         | 7–5, 6–0            |
| ニューヘイブン            | 2009     | ヌリア・リャゴステラ・ビベス マリア・ホセ・マルティネス・サンチェス | イベタ・ベネソバ ルーシー・ハラデツカ                   | 6–2, 7–5            |
| ニューヘイブン            | 2008     | クベタ・ペシュケ リサ・レイモンド                                   | ソラナ・チルステア モニカ・ニクレスク                   | 4–6, 7–5, [10–7]    |
| ニューヘイブン            | 2007     | サニア・ミルザ マラ・サンタンジェロ                                 | カーラ・ブラック リーゼル・フーバー                     | 6–1, 6–2            |
| ニューヘイブン            | 2006     | 晏紫 鄭潔                                                           | リサ・レイモンド サマンサ・ストーサー                   | 6–4, 6–2            |
| ニューヘイブン            | 2005     | リサ・レイモンド サマンサ・ストーサー                               | ヒセラ・ドゥルコ マリア・キリレンコ                     | 6–2, 6–7(1), 6–1    |
| ニューヘイブン            | 2004     | ナディア・ペトロワ メガン・ショーネシー                             | マルチナ・ナブラチロワ リサ・レイモンド                 | 6–1, 1–6, 7–6(4)    |
| ニューヘイブン            | 2003     | ビルヒニア・ルアノ・パスクアル パオラ・スアレス                     | アリシア・モリク マギ・セルナ                           | 7–6(6), 6–3         |
| ニューヘイブン            | 2002     | ダニエラ・ハンチュコバ アランチャ・サンチェス・ビカリオ             | タチアナ・ガルビン ヤネッテ・フサロバ                   | 7–6, 1–6, 7–5       |
| ニューヘイブン            | 2001     | カーラ・ブラック エレーナ・リホフツェワ                             | エレナ・ドキッチ ナディア・ペトロワ                     | 6–0, 3–6, 6–2       |
| ニューヘイブン            | 2000     | ジュリー・アラール＝デキュジス 杉山愛                               | ビルヒニア・ルアノ・パスクアル パオラ・スアレス         | 6–4, 5–7, 6–2       |
| ニューヘイブン            | 1999     | リサ・レイモンド レネ・スタブス                                     | エレーナ・リホフツェワ ヤナ・ノボトナ                   | 7–6(1), 6–2         |
| ニューヘイブン            | 1998     | アレクサンドラ・フセ ナタリー・トージア                             | マリアン・デ・スウォート ヤナ・ノボトナ                 | 6–1, 6–0            |
| アトランタ                | 1997     | ニコル・アレント マノン・ボーラグラフ                               | アレクサンドラ・フセ ナタリー・トージア                 | 6–7(5), 6–3, 6–2    |
|                           | 1996     | 開催なし                                                            | 開催なし                                                | 開催なし            |
| 1995                      | 開催なし | 開催なし                                                            | 開催なし                                                |                     |
| ストラットン ・マウンテン | 1994     | エリザベス・スマイリー パム・シュライバー                           | コンチタ・マルティネス アランチャ・サンチェス・ビカリオ | 7–6(4), 2–6, 7–5    |
| ストラットン ・マウンテン | 1993     | エリザベス・スマイリー ヘレナ・スコバ                               | マニュエラ・マレーバ＝フラニエール メルセデス・パス     | 6–1, 6–2            |
| サンアントニオ            | 1992     | マルチナ・ナブラチロワ パム・シュライバー                           | パティ・フェンディック アンドレア・ストルナドワ         | 3–6, 6–2, 7–6(4)    |
| サンアントニオ            | 1991     | パティ・フェンディック モニカ・セレシュ                             | ジル・ヘザリントン キャシー・リナルディ                 | 7–6(2), 6–2         |
| サンアントニオ            | 1990     | キャシー・ジョーダン エリザベス・スマイリー                         | ジジ・フェルナンデス ロビン・ホワイト                   | 7–5, 7–5            |
| サンアントニオ            | 1989     | カトリナ・アダムズ パム・シュライバー                               | パティ・フェンディック ジル・ヘザリントン               | 3–6, 6–1, 6–4       |
| サンアントニオ            | 1988     | ロリ・マクニール ヘレナ・スコバ                                     | ロザリン・フェアバンク グレッチェン・メジャーズ         | 6–3, 6–7(5), 6–2    |